# Fulvio Muzi
Fulvio Muzi (L'Aquila, 17 gennaio 1915 – L'Aquila, 12 agosto 1984) è stato un pittore italiano.

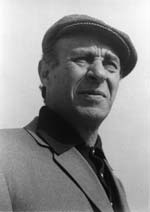
Ritratto di Fulvio Muzi, L'Aquila 1969

Viene considerato uno degli esponenti più significativi del neorealismo pittorico italiano, di cui ne è particolare testimonianza il suo ultimo lavoro, il grande dipinto Murale realizzato nell'Aula Consiliare del Comune dell'Aquila, all'interno di Palazzo Margherita d'Austria, che fu inaugurato nel giugno 1984 in occasione del 40° della Liberazione della città dell'Aquila. È stato uno dei padri fondatori del "Gruppo artisti aquilani" che diedero vita alla Scuola Comunale d'Arte, poi Istituto Statale d'Arte, di cui sarà insegnante e vicepreside. Negli anni '60-'70 è stato consigliere comunale e membro della commissione urbanistica del Comune dell'Aquila.
Hanno detto di lui:
«Un artista esemplare come Fulvio Muzi che nel chiuso della provincia ha registrato nella sua opera, con la sensibilità di un sismografo che registra i terremoti più lontani, le vicende del realismo dal dopoguerra ad oggi» (Giorgio De Marchis, “L'Espresso/colore”, Roma, 11 agosto 1968)
«Fulvio Muzi,  nel suo genere,  era di notevolissima statura.  Per me, sicuramente meglio di Guttuso» (Sandro Visca su vario.it, intervista a cura di Francesco Di Vincenzo)

## Biografia
Fulvio Muzi nacque all'Aquila da padre artigiano ebanista e da madre dedita all'antica arte del tombolo. Iniziò a dipingere sin da fanciullo studiando poi presso l'Accademia di Brera; negli anni '30, in età giovanile, collaborò con il pittore e ceramista romano Virginio La Rovere alla realizzazione delle pitture murali della Sala Eden dell'Aquila e dell'Albergo di Campo Imperatore. Ha svolto attività di restauratore di affreschi in edifici civili e religiosi di varie città d'Italia, tra cui Santa Prassede a Roma, San Francesco ad Assisi, il Duomo di Orvieto, San Lorenzo a Torino e, su incarico della Soprintendenza ai Monumenti e Belle Arti dell'Abruzzo e Molise, San Pietro ad Oratorium a Capestrano, Santa Lucia a Rocca di Cambio, la Collegiata di Pescocostanzo, la Cattedrale di San Pelino a Sulmona, San Silvestro all'Aquila.
Nel 1935 riceve il primo riconoscimento pubblico con il premio, attribuito dal Ministero dell'educazione nazionale, vinto con il giovanile Autoritratto esposto nella Mostra sindacale fascista del medesimo anno.
Poco più che ventenne prese parte alla Seconda Guerra Mondiale combattendo in Grecia, con il grado di Caporale Maggiore, in servizio presso il Comando dell'11ª Armata e disegnatore della Sezione Stampa. Questa esperienza lo segnò profondamente sul piano fisico e morale. Durante la guerra rimase gravemente ferito riportando profonde cicatrici al volto. Il 12 settembre 1943, abbracciando gli ideali antifascisti,  decise di abbandonare definitivamente gli ordini dell'esercito italiano, prendendo parte attiva alla Resistenza greca, aderendo all'organizzazione partigiana E.A.M. e vivendo clandestinamente presso tale Nastakis Leonidas, dottore in giurisprudenza, che lo ospitò fino al 12 ottobre del 1944, giorno della liberazione di Atene dalle forze armate tedesche.
A seguito dell'esperienza greca maturò, appena tornato in Italia, la convinta adesione al Partito Comunista Italiano.
Nell'immediato dopoguerra, unitamente ad altri artisti quali Amleto Cencioni e Pio Iorio, fondò il "Gruppo Artisti Aquilani", associazione che promosse la fondazione di una scola d'arte.
Nel 1955, grazie anche al suo contributo, nacque la Scuola d'Arte Comunale ove egli stesso insegnò per un biennio; nel 1957 la Scuola fu riconosciuta dal Ministero della pubblica istruzione quale sezione distaccata dell'Istituto d'Arte di Roma e successivamente divenne "Istituto Statale d'Arte" autonomo. Nel 1961 Fulvio Muzi, vincitore di concorso, accettò l'incarico di Insegnante e Direttore del Laboratorio di tessitura conferitogli dall'allora Direttore dell'Istituto e scultore Romolo Vetere. Il ritorno del maestro presso l'Istituto che lo stesso aveva fondato fu considerato una garanzia di ulteriore efficienza e prestigio da tutti i concittadini.
Fulvio Muzi insegnò presso l'Istituto Statale d'Arte fino al 1976, ricoprendo anche la carica di Vice Preside. Nel 1999 l'Istituto è stato intitolato al maestro. Nel 2010 il patrimonio professionale e didattico del predetto Istituto è confluito nel Liceo Artistico Statale “Fulvio Muzi”, indirizzo dell'Istituto d'Istruzione Superiore “Andrea Bafile”, intitolato all'artista e fondatore.
All'artista fu dedicata gran parte della prima sezione denominata "La dinamica del reale" della seconda edizione (1965) della Rassegna Internazionale d'Arte "Alternative Attuali" tenutasi presso il Castello Cinquecentesco dell'Aquila e curata da Enrico Crispolti.
Sempre nella città natia, su invito del Sindaco Tullio De Rubeis, mise a disposizione la sua arte, disegnando le bandiere dello storico corteo della Perdonanza Celestiniana in occasione del rilancio del 1983.
All'artista nel 2009 è stata intitolata una strada dell'Aquila, "Via Fulvio Muzi" appunto.Gli è intitolato anche il Liceo artistico aquilano, unito con l'Istituto tecnico "Andrea Bafile". Il maestro riposa nel cimitero monumentale dell'Aquila.

## Mostre
Fin dalla giovane età espone le sue opere in varie mostre, tra le più significative ricordiamo negli anni Cinquanta, a Roma, la VI Quadriennale d'Arte ed la Mostra dell'Arte nella vita del Mezzogiorno d'Italia. Invitato al Premio Michetti dal 1954 al 1969 ed alle due edizioni, la seconda e terza, della Rassegna internazionale d'arte Alternative Attuali, svoltasi all'Aquila nel 1965 e nel 1968. Nel 1982 è allestita presso il Castello dell'Aquila una grande mostra antologica dal titolo Fulvio Muzi dal 1932 ad oggi: cinquant'anni di pittura, promossa da vari Enti e Istituzioni culturali, e curata da Enrico Crispolti.

### Personali
- 1980
  - Premio Scanno - Gian Gaspare Napolitano 1980 per le Arti Figurative. Fulvio Muzi pittore. Mostra Antologica 15-22 giugno 1980, Albergo Belvedere, Scanno.
- 1982
  - Antologica «Fulvio Muzi dal 1932 ad oggi: cinquant'anni di pittura», Castello Cinquecentesco, L'Aquila, 15 luglio - 30 settembre 1982

### Collettive
- 1935
  - II Mostra del Sindacato interprovinciale fascista belle arti dell'Abruzzo e Molise, L'Aquila
- 1936
  - III Mostra del Sindacato interprovinciale fascista belle arti dell'Abruzzo e Molise, Pescara
- 1945
  - I Mostra d'arte Gruppo artisti aquilani, L'Aquila
- 1947
  - Premio regionale abruzzese, L'Aquila
- 1948
  - IV Mostra d'arte Gruppo artisti aquilani, L'Aquila
- 1949
  - Premio regionale abruzzese, Pescara
- 1951
  - VI Quadriennale nazionale d'arte, Palazzo delle Esposizioni, Roma
- 1952
  - V Mostra d'arte Gruppo artisti aquilani, L'Aquila
- 1953
  - Mostra dell'arte nella vita del Mezzogiorno d'Italia, Palazzo delle Esposizioni, Roma
- 1954
  - VIII Premio nazionale F.P. Michetti, Francavilla al Mare
  - V Mostra marsicana d'arti figurative, Avezzano
  - Gruppo pittori abruzzesi, Ridotto del Palazzo delle Esposizioni, Roma
- 1955
  - IX Premio nazionale F.P. Michetti, Francavilla al Mare
- 1956
  - IX Premio nazionale F.P. Michetti, Francavilla al Mare
- 1957
  - XI Premio nazionale F.P. Michetti, Francavilla al Mare
- 1958
  - XII Premio nazionale F.P. Michetti, Francavilla al Mare
  - IX Mostra Nazionale delle Arti Figurative, Avezzano
- 1959
  - XIII Premio nazionale F.P. Michetti, Francavilla al Mare
  - Premio Avezzano - X Rassegna nazionale delle arti figurative, Avezzano
- 1960
  - Premio Avezzano - XI Rassegna nazionale delle arti figurative, Avezzano
  - Omaggio a Chopin dei pittori e scultori aquilani, Castello spagnolo, L'Aquila
  - XIV Premio nazionale F.P. Michetti, Francavilla al Mare
  - III Mostra regionale biennale di arti figurative dell'Abruzzo e Molise, L'Aquila
- 1961
  - XV Premio nazionale F.P. Michetti, Francavilla al Mare
  - VI Mostra nazionale d'arte contemporanea Premio Termoli, Termoli
- 1962
  - XVI Premio nazionale F.P. Michetti, Francavilla al Mare
  - VII Premio Termoli di arti figurative, Palazzo Municipale Termoli
  - De Sanctis, Mantovanelli, Marinucci, Muzi, Vetere, Galleria Sanluca, Roma
- 1963
  - De Sanctis, Mantovanelli, Marinucci, Muzi, Vetere, Galleria Alfa, Venezia
  - IV Mostra regionale biennale di arti figurative dell'Abruzzo e Molise, L'Aquila
  - Dieci artisti abruzzesi oggi. Castello Cinquecentesco, L'Aquila
- 1965
  - Alternative attuali 2. Rassegna internazionale di pittura, scultura, grafica, Castello Spagnolo, L'Aquila
- 1966
  - XVII Premio Avezzano, Palazzo del Liceo, Avezzano
  - V Mostra regionale biennale di arti figurative dell'Abruzzo e Molise, Castello Cinquecentesco, L'Aquila
- 1967
  - XXI Premio nazionale F.P. Michetti, Francavilla al Mare
  - XVIII Premio Avezzano, Palazzo del Liceo, Avezzano
- 1968
  - Alternative attuali 3. Rassegna internazionale di pittura, scultura, grafica, Castello Spagnolo, L'Aquila
  - XXII Premio nazionale F.P. Michetti, Francavilla al Mare
- 1969
  - XXIII Mostra d'arte contemporanea, Fondazione F.P. Michetti, Francavilla al Mare
- 1970
  - IV Mostra regionale di pittura Città di Penne, Chiostro di S. Domenico, Penne

## Premi e riconoscimenti
A vent'anni, nel 1935, vince il suo primo premio alla II Mostra del Sindacato Interprovinciale Fascista Belle Arti dell'Abruzzo e Molise con un Autoritratto acquistato dall'allora Ministero dell'educazione nazionale e ora custodito presso l'ex Istituto Statale d'Arte di Penne. È premiato, tra l'altro, alla III Biennale d'Arte dell'Abruzzo e Molise nel 1960 ed al XVII Premio Avezzano nel 1966. Nel 1980 riceve il Premio Scanno “G.G. Napolitano” per le Arti figurative.
Insignito dell'onorificenza della Medaglia civica del Comune dell'Aquila dall'allora sindaco Tullio De Rubeis.

## Galleria d'immagini
| Bozzetto preparatorio sala consiliare del Comune dell'Aquila, Palazzo Margherita | Copertina del catalogo della mostra antologica «Fulvio Muzi dal 1932 ad oggi: cinquant'anni di pittura» | Bozzetto preparatorio "Ultimi mulattieri" |